# Max Schammler
Ernst Friedrich Max Schammler (* 11. Januar 1868 in Sachsendorf (Lindendorf); † im 20. Jahrhundert) war ein deutscher Maler,  Plakatkünstler, Unternehmer und Mitbegründer der Graphischen Kunstanstalt Innsbruck.

## Leben und Werk

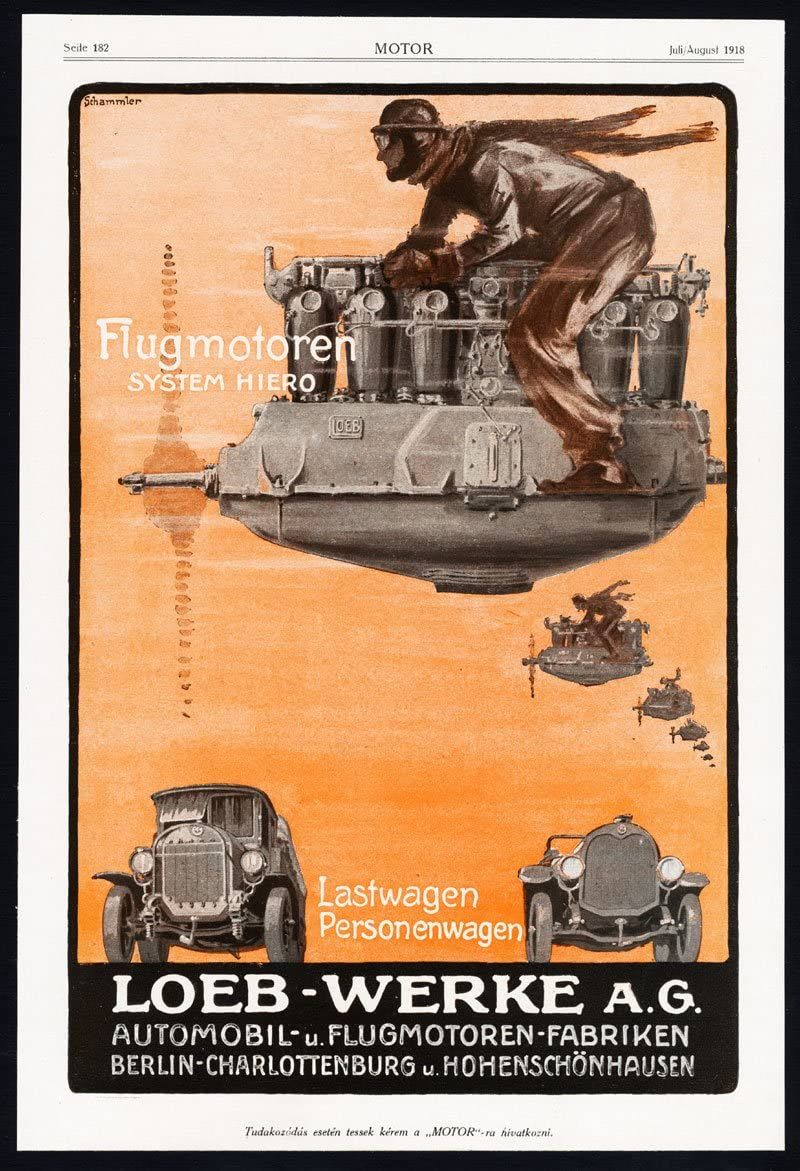
„Flugmotoren System Hiero“, Werbegrafik von Max Schammler für die Loeb-Werke mit Fabriken in Berlin-Charlottenburg und Schönhausen in der Zeitschrift Motor, Jahrgang 1918 (Ausgabe Juli/August)

Max Schammler wurde beruflich zunächst bei Carl Lampe in Innsbruck tätig. 1904 kam ein von ihm illustriertes Buch über das Ötztal heraus; aus der gleichen Zeit dürfte die Plastische Karte von Landeck, Tirol stammen.
1904 gründete Schammler gemeinsam mit Valentin Fuchs die Firma Fuchs & Schammler, „Graphische Kunstanstalt Innsbruck“. Zu den frühen Publikationen aus diesem Unternehmen gehört Alpen Vereins Fest der Sektion Innsbruck am 4. Febr. 1905 in den Stadtsaal-Räumen. Den Text schrieb Anton Renk, die Illustrationen stammen von Max Schammler.
1909 wurde dort z. B. Johann Wunibald Deiningers Werk Tiroler Volkskunst verlegt, das 60 chromolithographierte Tafeln enthält.
Aus der Werkstatt der beiden Deutschen gingen Anfang des 20. Jahrhunderts beispielhafte Plakate hervor, beispielsweise die vom Jugendstil beeinflusste Großgrafik für die Hungerburgbahn aus dem Jahr 1906. Ein Exemplar befindet sich in der Sammlung des Stadtarchivs Innsbruck. Schammler und Fuchs bemühten sich darüber hinaus darum, dass auch andere namhafte Künstler in Tirol mit dem Medium Gebrauchs- und Werbegrafik beschäftigten.
Ab 1910 führte Schammler die Innsbrucker Kunstanstalt alleine weiter. 1911 meldete er offenbar Konkurs an, bevor er 1915 das Unternehmen aufgab.
In jenen Jahren produzierte Schammler beispielsweise um 1913 eine Farblithographie mit dem Titel „Gruss aus der Unterwelt“ mit der Künstlersignatur von Franz John für die Innsbrucker Liedertafel. Schammler hatte schon 1910 ein Plakat gedruckt, das zur Faschingsunterhaltung der Innsbrucker Liedertafel einlud, damals nach einer Vorlage von Paul E. Tautenhahn. Es zeigte ein Paar, das Sang und Klang zum Nordpol trug.
Im November 1915 brachte die Daimler-Motoren-Gesellschaft anlässlich ihres 25-jährigen Bestehens eine Festschrift heraus, die von Hans Rudolf Schulze, Schammler und dem Kunstmaler Richter illustriert worden war.
Eine Werbegrafik Schammlers für die Mannesmannröhren-Lager GmbH in Frankfurt am Main wurde 1916 in der Zeitschrift Motor veröffentlicht, in der im Januar/Februar 1918 auch eine Werbeanzeige von Lanz erschien, die Schammler illustriert hatte. Für Hugo Heines Propellerfabrik schuf er 1916 ein Werbeplakat. Ein Werbebild für die Mauretania nach einer Vorlage von E. Rossner wurde im frühen 20. Jahrhundert bei Schammler gedruckt.
Die Sophienruhe, eine Aussichtsstätte in Innsbruck, die 1913 nach Plänen Schammlers gestaltet wurde, wurde im Jahr 2008 nach Neugestaltung wieder eröffnet.
Nach dem Ersten Weltkrieg, in den frühen 1920er Jahren, verlieren sich die Spuren von Max Schammler in Tirol.
Von 1915 bis 1931 sind Einträge im Berliner Telefonbuch nachweisbar. Er gründete die „Kunst-Werkstätten für moderne Propaganda Max Schammler, Berlin-Friedenau“ (1918–1925) mit der Adresse Rheinstraße 60. 1927 veröffentlichte er in der Berliner Illustrirten Zeitung einen Entwurf zu einem Hochhaus, das am Askanischen Platz gebaut werden und als Zentralbahnhof dienen sollte. Das Bauwerk sollte den Anhalter Bahnhof ersetzen, ein neues Wahrzeichen Berlins werden und nicht nur Läden, Cafés in 160 Metern Höhe und Ausstellungsräume, sondern auch Konsulate fast aller Länder enthalten.
In der Ernst-Thälmann-Straße 85 in Kleinmachnow steht noch ein Wohnhaus, das für Max Schammler gebaut wurde, und auch ein Entwurf eines Werbeplakats für Kleinmachnow aus der Zeit um 1931 stammt von Max Schammler.
Max Schammler war Mitglied in der Reichskulturkammer.
Aus der Ehe mit Marie Emilie Ernestine Bach (1870–1928) hatte er drei Töchter, Alice Ella Wally (geb. 1893), Lucie Elise Ella (geb. 1896) und Irma Alice (geb. 1899).